# Francesc Xavier de Bolòs i Germà
Francesc Xavier de Bolòs i Germà (Olot, 1773 - Olot, 1844) fou un farmacèutic i naturalista català.

## Biografia
Francesc Xavier de Bolòs i Germà nasqué el 26 de maig de 1773. Va cursar estudis de farmacèutic a Barcelona, i es doctorà el 1805. Va tenir una participació important en el descobriment de la zona volcànica de la Garrotxa i del Gironès, publicant-ne la descripció, el 1820, en el llibre "Noticia de los extinguidos volcanes de la villa de Olot", que fou reeditat i ampliat el 1841.
Va fer durant molts anys observacions meteorològiques a Olot i, juntament amb Pierre André Pourret, realitzà un seguit d'exploracions de la flora, constituint un herbari que es troba actualment a l'Institut Botànic de Barcelona. Va escriure també un catàleg d'animals d'Olot, el "Plantarum Olotensium Catalogues" i la "Libreta en que se notan todos los fenómenos, casos raros y curiosidades que acaecen en ésta de Olot en el año 1798", entre altres treballs que deixà inèdits.
Va mostrar interès per la numismàtica, i es mostrà molt interessat també pel moviment artístic olotí del seu temps, ajudant i estimulant artistes, com l'escultor Ramon Amadeu i el pintor Joan-Carles Panyó i Figaró.
Fou membre corresponent de les Acadèmies de Ciències i Arts, de Bones Lletres i de Medicina i Cirurgia, de Barcelona, així com de la de Ciències Naturals i Història de Madrid. Va morir a Olot el 25 de setembre de 1844.